# Asociación de Fútbol Profesional del Carchi
La Asociación de Fútbol Profesional del Carchi es un subdivisión de la Federación Deportiva del Carchi en el Ecuador. Funciona como asociación de equipos de fútbol dentro de la provincia de Carchi. Bajo las siglas AFPC, esta agrupación está afiliada a la Federación Ecuatoriana de Fútbol.
La AFPC incluye los siguientes equipos:

## Clubes afiliados

### Clubes activos
- Carchi 04 Fútbol Club (Tulcán)
- Club Dunamis 04 (Tulcán)
- Club Atlético Ciudad de Tulcán (Tulcán)
- Montúfar Fútbol Club (Montúfar)
- Carchi Sporting Club (Tulcán)

### Clubes inactivos
- Club Deportivo Oriental (Tulcán)
- Club Deportivo San Gabriel (San Gabriel)
- Club El Martillo (Tulcán)
- Club Atlético Huaca (Huaca)

### Campeonatos
| Equipo                     | Campeonatos | Subcampeonatos | Años campeón                 |
| -------------------------- | ----------- | -------------- | ---------------------------- |
| Club Dunamis 04            | 5           | 3              | 2018, 2020, 2021, 2022, 2023 |
| Club Atlético Tulcán       | 3           | 0              | 2014, 2015, 2016             |
| Club Atlético Huaca        | 1           | 1              | 2019                         |
| Club Deportivo San Gabriel | 1           | 1              | 2017                         |
| Club Deportivo Oriental    | 0           | 1              |                              |
| Montúfar Fútbol Club       | 0           | 1              |                              |
| Ciudad de Tulcán           | 0           | 1              |                              |